# Cattedrale del Santissimo Salvatore (Černihiv)
La cattedrale del Santissimo Salvatore (in ucraino Спасо-Преображенський собор?, Spaso-Preobražens'kyj sobor) è il più antico edificio di culto ortodosso della città ucraina di Černihiv. È la più antica chiesa della riva sinistra ucraina.

## Storia
La costruzione della chiesa venne intrapresa per volontà del principe Mstislav di Černihiv. Alla morte del sovrano, la leggenda vuole che le mura dell'edificio fossero ad altezza di un cavaliere. Lo stesso Mstislav venne sepolto nella cattedrale di Černihiv. Non è chiaro quando fu ultimata la costruzione della chiesa, si suppone durante il regno di Jaroslav il Saggio. Nel 1239 fu incendiata durante le invasioni mongole. Restaurata nel XVII secolo, finì bruciata nel secolo successivo. Nel XIX secolo furono rifatti gli esterni.
La cattedrale combina elementi tipici dell'architettura romanica, come la pianta basilicale ripartita in tre navate con tre absidi, e l'architettura bizantina, come le cinque cupole. La facciata è compresa tra due torri campanarie.